# Домаћи задатак
Домаћи задатак представља скуп задатака које учитељи дају ученицима за рад ван наставе.
Дискутује се о делотворности домаћих задатака. Уопштено говорећи, домаћи задатак не побољшава академски учинак код деце, али може побољшати академске вештине код старијих ученика, посебно ученика са слабијим успехом. С друге стране, он узрујава ученике и њихове родитеље, те смањује количину времена које би ученици могли провести напољу, вежбајући, играјући се, спавајући или радећи друге активности.

### Делотворност домаћег задатка
- Cooper, Harris; Robinson, Jorgianne C.; Patall, Erika A. (2006). „Does Homework Improve Academic Achievement? A Synthesis of Research, 1987—2003”. Review of Educational Research. 76 (1): 1—62. doi:10.3102/00346543076001001.
- Epstein, Joyce L. (1988), „Homework practices, achievements, and behaviors of elementary school students”, Center for Research on Elementary and Middle Schools
- Trautwein, Ulrich; Köller, Olaf (2003). „The Relationship Between Homework and Achievement—Still Much of a Mystery”. Educational Psychology Review. 15 (2): 115—145. doi:10.1023/A:1023460414243.
- Vazsonyi, Alexander T.; Pickering, Lloyd E. (2003). „The Importance of Family and School Domains in Adolescent Deviance: African American and Caucasian Youth”. Journal of Youth and Adolescence. 32 (2): 115—128. doi:10.1023/A:1021857801554.

### Домаћи задатак и неакадемска дејства
- Bauwens, Jeanne; Hourcade, Jack J. (1992). „School-Based Sources of Stress Among Elementary and Secondary At-Risk Students”. The School Counselor. 40 (2): 97—102.
- Bempechat, Janine (2004). „The Motivational Benefits of Homework: A Social-Cognitive Perspective”. Theory in Practice. 43 (3): 189—196. doi:10.1353/tip.2004.0029.
- Cheung, S. K.; Leung-Ngai, J. M. Y. (1992). „Impact of homework stress on children's physical and psychological well-being” (PDF). Journal of the Hong Kong Medical Association. 44 (3): 146—150.
- Conner, Jerusha; Pope, Denise; Galloway, Mollie (2009). „Success with Less Stress”. Health and Learning. 67 (4): 54—58.
- Cooper, Robinsin & Patall (2006, стр. 46–48)
- Galloway, Mollie; Conner, Jerusha; Pope, Denise (2013). „Nonacademic Effects of Homework in Privileged, High-Performing High Schools”. The Journal of Experimental Education. 81 (4): 490—510. doi:10.1080/00220973.2012.745469 .
- Hardy, Lawrence (2003). „Overburdened, Overwhelmed”. American School Board Journal. 190: 18—23.
- Kiewra, Kenneth A; Kaufman, Douglas F.; Hart, Katie; Scoular, Jacqui; Brown, Marissa; Keller, Gwendolyn; Tyler, Becci (2009). „What Parents, Researchers, and the Popular Press Have to Say About Homework”. Scholarlypartnershipsedu. 4 (1): 93—109. Архивирано из оригинала 16. 03. 2018. г. Приступљено 12. 12. 2019.
- Kouzma, Nadya M.; Kennedy, Gerard A. (2002). „Homework, stress, and mood disturbance in senior high school students”. Psychological Reports. 91 (1): 193—198. PMID 12353781. doi:10.2466/pr0.2002.91.1.193.
- Leone, Carla M.; Richards, H. (1989). „Classwork and homework in early adolescence: The ecology of achievement”. Journal of Youth and Adolescence. 18 (6): 531—548. PMID 24272124. doi:10.1007/BF02139072.
- Markow, Dana; Kim, Amie; Liebman, Margot (2007), The MetLife Survey of the American Teacher: The homework experience (PDF), Metropolitan Life Insurance Foundation, Архивирано из оригинала (PDF) 20. 12. 2016. г., Приступљено 12. 12. 2019
- Sallee, Buffy; Rigler, Neil (2008). „Doing Our Homework on Homework: How Does Homework Help?”. The English Journal. 98 (2): 46—51.
- West, Charles K.; Wood, Edward S. (1970). „Academic Pressures on Public School Students”. Educational Leadership. 3 (4): 585—589.
- Xu, Jianzhong; Yuan, Ruiping (2003). „Doing homework: Listening to students', parents', and teachers' voices in one urban middle school community”. School Community Journal. 13 (2): 25—44. CiteSeerX 10.1.1.471.2773 .
- Ystgaard, M. (1997). „Life stress, social support and psychological distress in late adolescence”. Social Psychiatry and Psychiatric Epidemiology. 32 (5): 277—283. PMID 9257518. doi:10.1007/BF00789040.

### Остало
- Cooper, Harris (2007). The Battle Over Homework: Common Ground for Administrators, Teachers, and Parents (3rd изд.). Thousand Oaks, CA: Corwin Press. ISBN 978-1-4129-3713-9.
- Holt, John (1983). How Children Learn. Reading, MA: Da Capo Press.
- Kohn, Alfie (2006). The Homework Myth. Cambridge, MA: Da Capo Press. ISBN 978-0-7382-1085-8. Chapter 2 is free to read.